# 4t Festival Internacional de Cinema de Berlín
El 4t Festival Internacional de Cinema de Berlín va tenir lloc del 18 al 28 de juny de 1954. El festival d'aquest any no va fer lliurament de premis oficials del jurat, sinó que es van atorgar premis per votació de l'audiència. Això va continuar fins que el FIAPF va concedir a Berlín "Estatus A" el 1956. David Lean va guanyar l'Os d'or per l'audiència que va votar la seva pel·lícula Hobson's Choice.

## Pel·lícules en competició
Les següents pel·lícules entraren en competició per l'Os d'or i l'Os de Plata:
| Títol                                            | Director(s)       | País         |
| ------------------------------------------------ | ----------------- | ------------ |
| Det stora äventyret                              | Arne Sucksdorff   | Suècia       |
| Hobson's Choice                                  | David Lean        | Regne Unit   |
| Ikiru                                            | Akira Kurosawa    | Japó         |
| La grande speranza                               | Duilio Coletti    | Itàlia       |
| Le Défroqué                                      | Léo Joannon       | França       |
| Pane, amore e fantasia                           | Luigi Comencini   | Itàlia       |
| Sinhá Moça                                       | Tom Payne         | Brasil       |
| The Living Desert                                | James Algar       | Estats Units |
| Een gouden eeuw-de kunst der Vlaamse primitieven | Paul Haesaerts    | Bèlgica      |
| 20,000 Leagues Under the Sea                     | Richard Fleischer | Estats Units |

## Premis

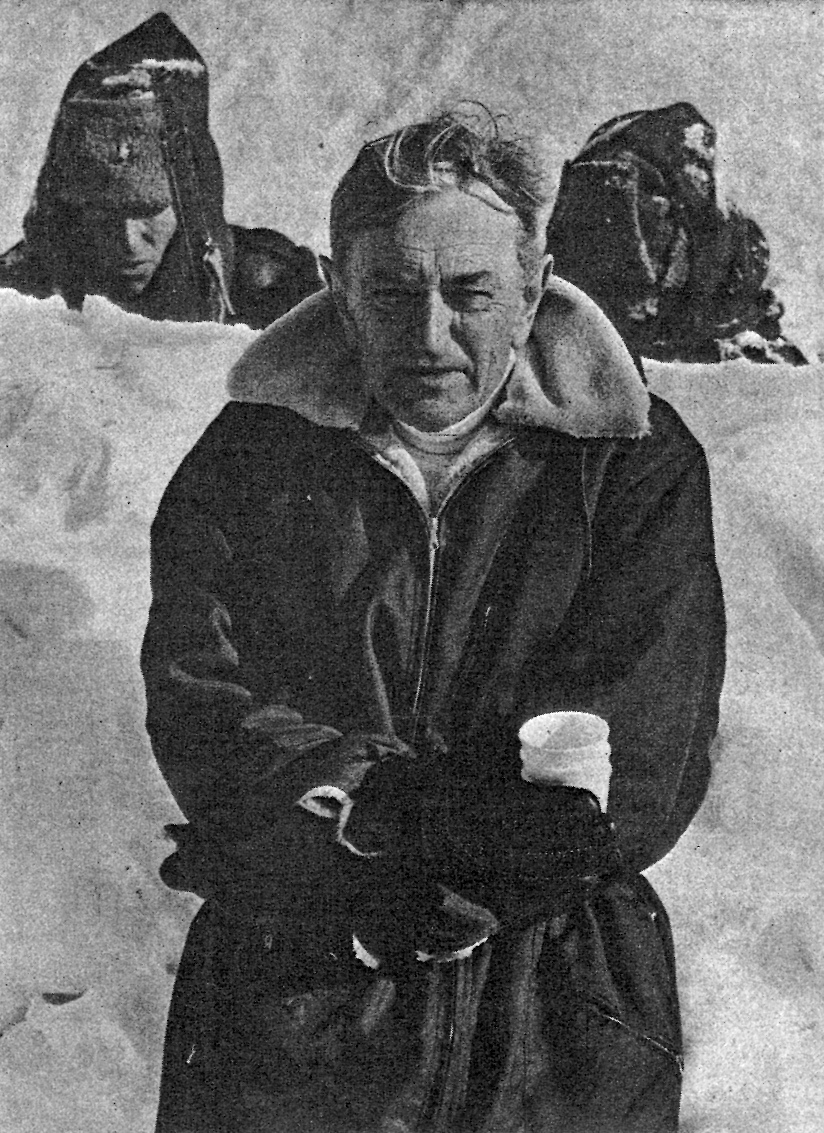
David Lean, guanyador de l'Os d'or de l'any.

Els següents premis foren atorgats pels vots de l'audiència:
- Os d'or: Hobson's Choice de David Lean
- Os de Plata: Pane, amore e fantasia de Luigi Comencini
- Os de bronze: Le Défroqué de Léo Joannon
- Gran medalla d'or (documentals i pel·lícules culturals): The Living Desert de James Algar
- Gran medalla de plata (documentals i pel·lícules culturals): Det stora äventyret d'Arne Sucksdorff
- Gran medalla de bronze (documentals i pel·lícules culturals): Een gouden eeuw-de kunst der Vlaamse primitieven de Paul Haesaerts